# Never Stop
El álbum Never Stop (Nunca pares, traducido al español) es una producción grabada en estudio por la banda Planetshakers en 2006 y lanzada el 1 de enero de 2007.

## Canciones
- Never Stop (3:55)
- Everywhere I Go (3:20)
- So In Love With You (4:11)
- Call Your Name (6:21)
- Great Is The Lord (6:36)
- For The Cause (6:12)
- I Surrender (6:49)
- Glory (5:27)
- The Way (4:30)
- Worthy Is The Lamb (5:42)
- Jesus" (words and music (6:19)
- Stand In Awe (7:22)
- Speak To Me Lord (7:31)